# Gal Gun
Gal Gun (яп. ぎゃる☆がん Гяру ган) — компьютерная игра в жанре рельсового шутера и тематике бисёдзё, разработанная японской студией Inti Creates и изданная японской компанией Alchemist. Изначально игра была выпущена на консоли Xbox 360 в 2011 году, после чего портирована на PlayStation 3 в 2012 году. Действие игры происходит в вымышленной японской академии, где игрок управляет протагонистом, студентом Тэндзо Мотэсуги, который должен отстреливаться «феромоновыми стрелами» от одноклассниц, которые отчаянно пытаются признаться ему в любви и найти до заката одну из четырёх девушек, которая станет его настоящей спутницей.
Ремастер игры под названием Gal Gun Returns был выпущен на консоли Nintendo Switch в Японии и странах Азии 21 января 2021 года, а в Северной Америке и Европе 12 февраля того же года. Кроме того, версия для Windows также была выпущена во всём мире 12 февраля 2021 года.

## Игровой процесс
Gal Gun является рельсовым шутером в тематике бисёдзё. Игрок управляет протагонистом, студентом по имени Тэндзо, который должен стрелять по своим одноклассницам «феромоновыми стрелами» в то время как он сам автоматически перемещается по уровню по заранее заданному маршруту. Игрок может использовать аналоговый стик или мышь для того чтобы перемещать перекрестье прицела по экрану. Противниками являются девушки, которые бегут по направлению к игроку и пытаются признаться ему в любви при помощи записок или криков. Если игроку не удаётся попасть по противникам, то он получает урон и его очки здоровья сокращаются. Девушки, которые были поражены выстрелом, получают заряд эйфории и успокаиваются. У каждой из учениц есть своя уязвимая точка, попав в которую случается «Выстрел экстаза» и девушка мгновенно успокаивается. На более поздних уровнях, в качестве противников игроку могут встретиться учительницы, которых сложнее успокоить и для победы над которыми нужно произвести несколько выстрелов.
Побеждая противниц, игрок заполняет «индикатор сердца», который при прицеливании позволяет активировать на одной из девушек режим «Doki Doki». В этом режиме игроку за ограниченное время нужно заполнить «индикатор Doki Doki» путём приближенного рассмотрения и стрельбы по определённой части студентки. Наиболее чувствительные части девушки быстрее заполняют шкалу, однако соперница будет пытаться быстро прикрыться. Когда индикатор заполнен, то игрок может дать студентке эйфорию и активировать «бомбу Doki Doki», которая побеждает всех остальных противниц на экране.
В игре есть сюжетный режим, выполненный в виде симулятора свиданий, в котором игроку периодически нужно отвечать на вопросы от основных персонажей. Ответы влияют на то, кто становится главной избранницей Тэндзо, а также на игровые события и концовку. Во время прохождения сюжетного режима, игроку могут встречаться особые события, которые являются мини-игрой или схваткой с боссом. Результативность игрока по итогам этих событий также влияет на концовку игры.
Также разработчики добавили функцию «Mama kita gamen», которая при нажатии «тревожной кнопки» заменяет картинку с настоящей игрой на экран с игрой в стиле ретро с правдоподобной анимацией и звуками.
В изначальной версии игры для Xbox 360, игроки могли направлять камеру под подол юбок девушек во время режима «Doki Doki», однако Microsoft заставила издателя, компанию Alchemist убрать эту возможность выпустив обновление 18 марта 2011 года.

## Сюжет
Действие игры происходит в вымышленной школе «Академия Сакурадзаки». Ученице из школы ангелов по имени Патако в качестве экзамена дано задание поразить цель «феромоновой стрелой». В качестве цели, Патако выбирает протагониста, студента второго курса по имени Тэндзо Мотэсуги, который не пользуется популярностью у девушек, однако по неосторожности она поражает его шестнадцатью стрелами вместо одной и теперь Тэндзо должен найти до заката подругу или он останется одиноким до конца жизни.
Игрок может выбрать в качестве «настоящей спутницы» одну из четырёх девушек. У каждой из выбранных девушек есть своя сюжетная линия и концовка, которые зависят от действий игрока.

## Выпуск
Изначально Gal Gun была выпущена 27 января 2011 года на консоли Xbox 360 только в Японии. 23 февраля 2012 года вышел порт игры на PlayStation 3, который включал в себя дополнительных персонажей и поддержку контроллера PlayStation Move.
К десятилетию выпуска игры, разработчики подготовили переиздание под названием Gal Gun Returns, которое вышло 28 января 2021 года на консоли Nintendo Switch в Японии и странах Азии. В отличие от изначальной версии, переиздание было переведено на английский язык. 12 февраля 2021 года версия для Nintendo Switch вышла в Северной Америке и Европе, а также стала доступна для Windows во всех регионах. Первоначально планировалось, что игра будет также портирована на консоль Xbox One и выйдет одновременно с версиями для Nintendo Switch и Windows, однако выпуск был отменён.

## Влияние
Сиквел под названием Gal Gun: Double Peace был выпущен в Японии 6 августа 2015 года на платформах PlayStation 4 и PlayStation Vita. Разработчики заметили положительные отзывы от игроков вне Японии, которых удостоилась первая Gal Gun, и потому Double Peace была выпущена 22 июля 2016 года в Европе, а 2 августа в Северной Америке, что сделало Gal Gun: Double Peace первой игрой в серии, доступной во всём мире.